# Kofun de Shizuhatagayama
Le kofun de Shizuhatayama (賤機山古墳) est un kofun (tumulus) circulaire situé dans l'emprise du complexe de Shizuoka Sengen-jinja à Aoi-ku, Shizuoka. au Japon. Il est protégé en tant que « site historique national ».

## Présentation

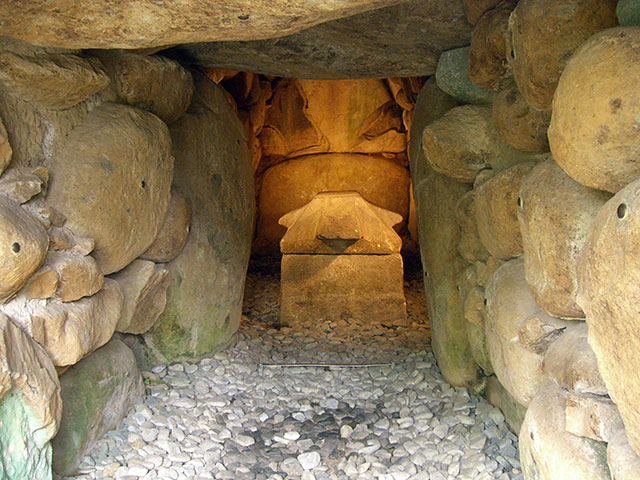
Kofun de Shizuhatayama.

Situé sur la colline juste derrière le honden du sanctuaire Ohtoshimioya, le tumulus dispose d'une chambre horizontale de pierres taillées, surmontée d'une coupole en pierre d'environ 7 m de diamètre. La chambre funéraire intérieure a une longueur de 6,5 m pour une hauteur de 2,3 m et une largeur de 1,8 m. Un tunnel de 18,2 m de long bordé de roches relie la chambre funéraire à une ouverture dans le flanc du coteau. Quelque six cents rochers de la taille d'une tête provenant de la proche Abe-gawa ont été utilisés pour sa construction.
La chambre funéraire contient un sarcophage de pierre en tuff de la péninsule d'Izu.
Le kofun fait l'objet de fouilles à partir de 1949. De nombreux tessons de hagi-yaki et de sueki sont trouvés sur le sol de la tombe, et des restes d'armures, d'épées et des accessoires en bronze pour chevaux sont trouvés dans le sarcophage, ce qui indique que l'enfouissement date approximativement du VIe siècle. Le nom ou le rang de la personne enterrée dans la tombe sont inconnus. Le site est protégé depuis 1953, et de nombreux artefacts découverts sont exposés dans un petit musée situé dans l'enceinte du sanctuaire Shizuoka Sengen.

## Source de la traduction
- (en) Cet article est partiellement ou en totalité issu de l’article de Wikipédia en anglais intitulé « Shizuhatagayama Kofun » (voir la liste des auteurs).